# Lie tou
The Head Hunter, Chinees Lie tou, is een film uit 1982, met in de hoofdrol Chow Yun-Fat. Hij wordt gezien als een van Yun-Fats slechtste films, en werd gemaakt in een tijd waarin de acteur de bijnaam Box Office Poison had. De bewerkte Amerikaanse versie van de film bevindt zich in het publiek domein.

## Rolverdeling
| Acteur            | Personage                   |
| ----------------- | --------------------------- |
| Chow Yun-fat      | Yuen Lik / Nguyen Dich      |
| Rosamund Kwan     | Ngor Pui-man / Vickie Lee   |
| Flora Cheong-Leen | meisje in discotheek        |
| Ko Chun-hsiung    | Ngor Wing-fu / Lee Hung-fat |
| Philip Chan       | Kam Ta-fu / Kam Tai-yung    |
| Tang Ching        | Tang Kin                    |
| Wan Chi Keung     | Kenny                       |
| Melvin Wong       | Lau                         |
| Ng Hong-sang      | Ng                          |
| Lo Wai            | slachtoffer                 |
| Tsang Cho-lam     | Blinde muzikant             |
| Stephen Yip       | moordenaar                  |
| Yat-poon Chai     | politieman                  |
| Wong Hak          | Yuen Lik's vader            |
| Wellington Fung   |                             |
| Chan Leung        | moordenaar                  |
| Jue Tak-wai       |                             |
| Lee Ka-lai        |                             |